# Mac Curtis
Mac Curtis (* 16. Januar 1939 in Fort Worth, Texas als Wesley Erwin Curtis, Jr.; † 16. September 2013 in Weatherford, Texas) war ein US-amerikanischer Rockabilly- und Country-Sänger, dessen Karriere Anfang der 1950er Jahre begann und bis kurz vor seinem Tod andauerte.

## Leben

### Kindheit und Jugend
Mac Curtis wuchs bei seinen Großeltern auf. Diese hatten eine Farm in Olney, Texas, auf der er schon früh mithalf. Im Alter von 12 Jahren kaufte er seine erste Gitarre, das Spielen lernte er von einem Nachbarn. Kurz danach trat er bei einem Talentwettbewerb auf, bei dem er den zweiten Platz belegte und nach eigener Aussage 15 Dollar verdiente.

### Karriere
1954 zogen Curtis und seine Großeltern in das texanische Weatherford. Dort spielte er in seiner Freizeit mit seinen Schulfreunden Jim und Ken Galbraith zusammen. Zusammen nannten sie sich The Country Cats. In ihr Repertoire nahmen sie vor allem Songs von Eddy Arnold auf. Samstagabends hörten sie regelmäßig das Big D Jamboree, das aus dem nahegelegenen Dallas gesendet wurde. Während dieser Zeit nahm der Rhythm and Blues Einfluss auf Curtis. Er hörte sich oft Platten des schwarzen Künstlers Piano Red an und nach einem Konzert in der Schule begann das Trio für Geld öffentlich aufzutreten. Ab 1954 war Elvis Presley regelmäßiger Gast des Big D Jamborees geworden. Presley überzeugte Curtis und seine beiden Freunde schnell von seinem neuen Rockabilly-Sound und kurz danach stieß ein Schlagzeuger zu Curtis’ Band. Nach einem Konzert 1955 in Fort Worth wurden Curtis und seine Band von dem schwarzen DJ Big Jim Randolph an King Records vermittelt, die Curtis unter Vertrag nahmen. Seine erste Session fand am 1. April 1956 in Jim Becks Studio zusammen mit den Country Cats statt. Im selben Jahr erschien dann ihre erste Single If I Had Me A Woman. Curtis’ nachfolgenden Veröffentlichungen Granddaddy’s Rockin’ und You Ain’t Treatin’ Me Right eröffneten ihm die Möglichkeit, bei dem New York Christmas Rock’n’Roll Revue an der Seite namhafter Rockabilly-Künstler aufzutreten.
Währenddessen waren die Galbraith-Brüder aus der Band ausgetreten, da sie nicht mit in den Vertrag aufgenommen worden waren. Sie wurden durch Bill Hudson (Gitarre) und Kenny Cobb (Bass) ersetzt.
Nachdem Curtis 1957 seinen Schulabschluss erhalten hatte, bekam er bei dem Radiosender KZEE eine eigene Radioshow. Doch dann wurde Curtis in die Armee eingezogen und die Einberufung unterbrach seine Karriere. Curtis war während seines Militärdienstes vor allem in Seoul, Korea, eingesetzt. Nebenbei trat er im American Forces Network als Musiker auf.
Nach seiner Entlassung 1960 fand er einen völlig anderen Musikmarkt wieder; die Blütezeit des Rockabilly war längst vorbei. In den folgenden Jahren jedoch sollte er als Moderator von Country-Radiosendern nationalen Erfolg haben. Nach einigen Singles bei kleinen Labels hatte er dann ab Ende der 1960er Jahre einen Plattenvertrag mit den Epic Records und spielte mit Country-Stars wie Lynn Anderson, George Morgan und Bob Luman zusammen. Auch sein Musikstil hatte sich nun wieder Richtung Country gerichtet. 1968 kam sein Album The Sunshine Man auf Platz 35 der Country-Albumcharts.
Das Rockabilly-Revival der 1970er Jahre ließ Curtis auch mit Rockabilly Erfolg haben.
1971 war Curtis nach Los Angeles gezogen, wo er Ronnie Weiser kennenlernte. Zusammen mit Ray Campi unterzeichnete er bei Weisers Rollin’ Rock Label, die sich auf Rockabilly spezialisiert hatten. 1977 unternahm Curtis eine Tournee durch Großbritannien. Es folgten weitere Auftritte in Europa und Curtis wurde zu einem Idol der europäischen Rockabilly-Fangemeinde. Während der 1980er und 1990er Jahre reiste Curtis regelmäßig vor allem nach England, um dort aufzutreten. 1988 veröffentlichte er in Japan zusammen mit den Rimshots das Album Rockabilly Ready.
Mac Curtis trat bis zuletzt auf und wurde aufgrund seiner Verdienste um die Rockabilly-Musik in die Rockabilly Hall of Fame aufgenommen.

## Diskografie

### Singles
| Jahr                    | Titel | Label #                  | Chartplatzierung |
| ----------------------- | --- | ------------------------ | ---------------- |
| 1956                    | If I Had Me A Woman / Just So You Call Me | King 45-4927             |                  |
| 1956                    | Granddaddy’s Rockin’ / Half Hearted Love | King 45-4949             |                  |
| 1956                    | You Ain’t Treatin’ Me Right / The Low Road | King 45-4965             |                  |
| 1956                    | That Ain’t Nothin’ But Right / Don’t You Love Me | King 45-4995             |                  |
| 1957                    | Say So / I’ll Be Gentle | King 45-5059             |                  |
| 1958                    | What You Want / You Are My Very Special Baby | King 45-5107             |                  |
| 1958                    | Little Miss Linda / Missy Ann | King 45-5121             |                  |
| 1960                    | Come Back Baby / No Never Alone | Felsted 45-8592-V        |                  |
| 1962                    | You’re The One / Dance Her By Me (One More Time) | Dot 45-16315             |                  |
| 1962                    | Singing The Blues / Ballad Of Black Mountain | Shalimar S-982           |                  |
| 1962                    | Doodle Doodle Do / Don’t Take My Freedom | Brownfield BF 27         |                  |
| 1963                    | Lie and Get By / 12th of June | Limelight 3010           |                  |
| 1964                    | Come On Back / 100 Pounds Of Honey | Shalimar S-103           |                  |
| 1964                    | Down The Pike / 100 Pounds Of Honey | Maridene M-111           |                  |
| 1965                    | I Just Ain’t Got / Lie And Get By | Le Cam 965               |                  |
| 1967                    | Steppin' Out on You / The Ties That Bind | Tower 319                |                  |
| 1968                    | Too Good To Be True / Too Close To Home | Epic 5-10257             |                  |
| 1969                    | Love’s Been Good To Me / The Quiet Kind | Epic 5-10324             | - / 64           |
| 1969                    | Sunshine Man / It’s My Way | Epic 5-10385             | 54 / -           |
| 1969                    | The Friendly City / Almost Persuaded | Epic 10438               |                  |
| 1969                    | Little Old Wine Drinker / Hapines Lives In This House | Epic 5-10468             |                  |
| 1969                    | Don’t Make Love / Us | Epic 10530               |                  |
| 1970                    | Honey Don’t / Today’s Teardrops | Epic 5-10574             | 63 / -           |
| 1970                    | Early In The Morning / When The Hurt Moves In | GRT 26                   |                  |
| 1971                    | Gulfstream Line / I'd Run a Mile | GRT 41                   |                  |
| 1972                    | Ducktail / Sidetrack Mama | Rollin' Rock 45-007      |                  |
| 1974                    | You Oughta See Grandma Rock / Granddaddy’s Rockin' | Rollin Rock 45-016       |                  |
| 1974                    | How Come It / Slip Slip Slippin' In | Rollin' Rock 45-018      |                  |
| 1975                    | Johnny Carroll Rock / Rockin' Mother | Rollin' Rock 45-026      |                  |
| 1975                    | Pistol Packin' Mama / She Knows All The Good Ways to Be Bad | Emee 002                 |                  |
| 1975                    | EP - Asphalt Cowboy, Parking Lot Lover - Pistol Packin' Mama (lange Version) - Pistol Packin' Mama (kurze Version) - Pistol Packin' Mama                                        | Ranwood R 1017           |                  |
| 1975                    | She Knows All The Good Ways to Be Bad / Keep Doin' What You’re Doin' Now | Ranwood R 1033           |                  |
| 1975                    | Nine Times out of Ten / More Like I Do Now | Ranwood R 1041           |                  |
| 1976                    | West Texas Women / We Made It All The Way | Ranwood R 1050           |                  |
| 1978                    | Keep Doin' What You’re Doin' Now / Pistol Packin' Mama | Rollin' Rock 45-043      |                  |
| 1980                    | Hot Rock Boogie / Half Hearted Love / The Hucklebuck | Hot Rock HR-001 (UK)     |                  |
| 1981                    | Making It Right / Been Gone a Long Time | Rebel Mac 005 (Finnland) |                  |
| 1981                    | For Your Love / Turn Away From Me | Rebel Mac 006 (Finnland) |                  |
| 1981                    | I’m Gonna Be a Wheel Someday / Goosebumps | Hot Rock HR 010 (UK)     |                  |
| Unveröffentlichte Titel | |                          |                  |
|                         | | What'll I Do             | Demo-Band        |
|                         | - Blue Jean Heart - Evil Doll - Goosebumps - Half Hearted Love (alt. Version 5) - Half Hearted Love (alt. Version) - No - Say So (alt. Version) - Somebody Help Me - The Squirm |                          |                  |

### Alben
- 1969: The Sunshine Man
- 1971: Early In The Morning
- 1973: Ruffabilly
- 1974: Rockabilly Kings (UK, mit Charlie Feathers)
- 1975: Good Rockin' Tomorrow
- 1977: Golden Gospel Favourites
- 1978: Rock Me!
- 1979: Rockin' Mother
- 1981: Texas Rockabilly Legend
- 1981: Top Cat on Rockabilly Track
- 1981: Truckabilly
- 1995: The Rollin' Rock & Rebel Singles Collection
- 1997: Rockabilly Uprising - The Best of Mac Curtis
- 1998: Rockabilly Ready (JAP, mit den Rimshots)